# Менандр II
Менандр II Дікайос (Справедливий) (*Μένανδρος Β΄ ὁ Δίκαιος, д/н —бл. 85 до н. е.) — індо-грецький цар в Гандхарі та Арахозії у 90 до н. е.—85 до н. е. роках.

## Життєпис
Походив з династії Євтидемідів. Був нащадком царя Менандра I, можливо сином Амінти I. Про нього відомо замало, здебільшого з карбовання монет. За різними гіпотезами панував у 90-85 або 65 роках до н. е.
На його час приходить вторгнення саків (скифів) на чолі із Маую. Більшість дослідників вважає, що останній повалив Менандра II. За іншою версією той залишався на троні, ставши співправителем Артемідора, сина Маую. Можливо якась родичка Менандра II вийшла заміж за Маую.
Срібні монети цього царя карбувалися з написом «Справедливий» та «цар Дхарми», були двомовними (на кхароштхі та давньогрецькою). На них зображувався цар у шоломі, богиня ніка та сидячий Зевс, а також буддійський символ колеса з 8 спицями. На бронзових монетах — Афіна зі списом та пальмовою гілкою з жестом вітарка мудра. Крім того, трапляються монети з зображенням лева — одним з символів буддизму.